# رونالد أنتوني كروس
رونالد أنتوني كروس (بالإنجليزية: Ronald Anthony Cross)‏ (12 سبتمبر 1937 - 1 مارس 2006)؛ روائي أمريكي.